# Ходжаев, Азмиддин
Азмиддин Ходжаев (узб. Azmiddin Xoʻjayev; 1892 — 1946) — советский шахматист, тренер и популяризатор шахмат. Первый чемпион Узбекистана.
Многократный участник чемпионатов Узбекской ССР. Лучший результат — 1-е место на 1-м чемпионате 1930 года, проходившем в Самарканде.
С 1972 проводятся мемориалы Ходжаева.

## Спортивные результаты
| Год  | Город     | Соревнование                | + | − | = | Результат | Место |
| ---- | --------- | --------------------------- | - | - | - | --------- | ----- |
| 1930 | Самарканд | 1-й чемпионат Узбекской ССР |   |   |   | из        | 1     |
| 1931 |           | 2-й чемпионат Узбекской ССР | 4 | 2 | 6 | 7 из 12   | 4—5   |
| 1934 | Ташкент   | 4-й чемпионат Узбекской ССР | 7 | 2 | 5 | 9½ из 14  | 5     |
| 1935 |           | 5-й чемпионат Узбекской ССР | 6 | 1 | 5 | 8½ из 12  | 2—3   |